# Instituto Nacional de Enfermedades Neoplásicas

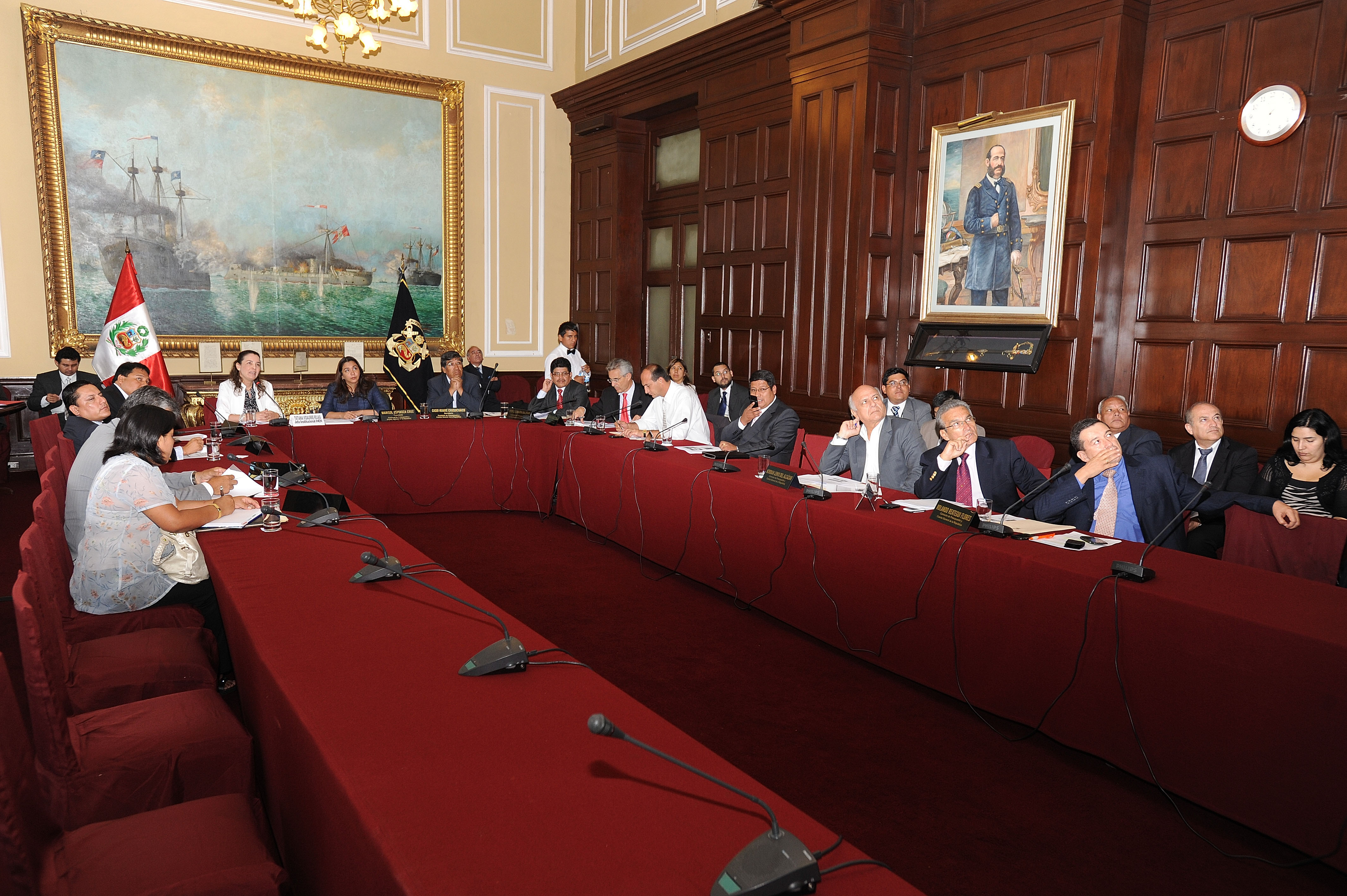
Exjefe Institucional Tatiana Vidaurre (al fondo) en una sesión en el Congreso del Perú

El Instituto Nacional de Enfermedades Neoplásicas, más conocido como INEN, es un centro hospitalario público peruano administrado por el Ministerio de Salud del Perú. Fundado mediante Ley Nº8892, la cual estableció la creación del Instituto Nacional del Cáncer, este nosocomio presta servicios de salud a la población que sufre distintos tipos de cáncer. En 1939 se emprendió la construcción de su primer local ubicado en la Avenida Alfonso Ugarte, frente al Hospital Arzobispo Loayza, en el Centro de Lima. En 1987 se inicia la construcción de su actual sede, durante el primer gobierno de Alan García Pérez; se inauguró el 23 de enero de 1988.

## Historia
El Instituto Nacional de Enfermedades Neoplásicas es una institución especializada en detección, diagnóstico, tratamiento y rehabilitación de las enfermedades tumorales o neoplásicas.
Fundado mediante Ley Nº8892, se colocó la primera piedra el 11 de mayo de 1939. Posteriormente fue inaugurado el 4 de diciembre del mismo año, por el entonces Presidente de la República del Perú, Oscar R. Benavides, y el ministro de Salud y Provisión Social, el Dr. Guillermo Almenara, tomando el nombre de "Instituto Nacional del Cáncer".
El 1 de enero de 1952 tomó el nombre de "Instituto Nacional de Radioterapia"; esto debido a que en aquella época se obtenían mejores resultados con esa modalidad. Posteriormente, el 19 de mayo de 1952 es renombrado como "Instituto Nacional de Enfermedades Neoplásicas", con sus siglas INEN, iniciando su atención en el local ubicado en la Av. Alfonso Ugarte N.º 825 – Lima (actualmente sede del Hospital Nacional Docente Madre - Niño San Bartolomé). A partir de aquel año el Instituto fue completamente reorganizado; el Dr. Eduardo Cáceres Graziani fue nombrado director.
En los años 1980, el enorme crecimiento asistencial hizo que el antiguo local fuera totalmente insuficiente, motivo por el cual la Fundación Peruana del Cáncer inició gestiones de ayuda que posteriormente se cristalizaron en la donación de un terreno ubicado en la Av. Angamos Este N.º 2520, distrito de Surquillo. Luego de varios retrasos en la construcción, el 23 de enero de 1988 se inauguró la nueva sede del actual Instituto de Enfermedades Neoplásicas.
En 1987 se fundó el Voluntariado del Instituto de Enfermedades Neoplásicas, encargado de asistir a los pacientes oncológicos. En sus primeros 25 años, contó con la participación de más de 500 personas voluntarias.
Desde el 15 de mayo de 2000, mediante Resolución ministerial, el instituto lleva el nombre de "Dr. Eduardo Cáceres Graziani".
En 2004 se realizó una campaña televisiva denominada Televida en colaboración con Frecuencia Latina.
A mediados del 2016, el INEN presentó un proyecto de ampliación de la capacidad de tratamiento del cáncer, que contemplaba la construcción de un nuevo edificio de 9 pisos y 3 sótanos, iniciando su construcción a finales del 2017. Finalmente, luego de retrasos por la Pandemia de Covid-19, el 4 de febrero del 2021, el presidente Francisco Sagasti inauguró el "Centro de Atención Ambulatoria de Cáncer".
En junio de 2025, entre quimioterapias y controles médicos, el Programa de Biblioterapia del Instituto Nacional de Enfermedades Neoplásicas (INEN) ofrece a los pacientes una dosis diaria de esperanza a través de los libros. Este espacio, único en hospitales oncológicos del país, ha atendido a 1,200 pacientes en lo que va del año, reduciendo en 32% los niveles de ansiedad según estudios internos.

## Sedes regionales (IREN)
- Instituto Regional de Enfermedades Neoplásicas del Norte: Ubicado en el departamento de La Libertad. En la ciudad de Trujillo, distrito de Moche.
- Instituto Regional de Enfermedades Neoplásicas del Sur: Ubicado en Arequipa.
- Instituto Regional de Enfermedades Neoplásicas del Centro: Ubicado en el departamento de Junín. En la Provincia y distrito de Concepción (Sector de Palo Seco).